# J.R. Bremer
Ernest Lenell "J. R." Bremer (Cleveland, Ohio; 19 de septiembre de 1980) es un exjugador de baloncesto estadounidense nacionalizado bosnio, profesional durante 16 temporadas.

## Trayectoria
- Universidad de St. Bonaventure (1998-2002)
- Boston Celtics  (2002-2003)
- Cleveland Cavaliers (2003-2004)
- Golden State Warriors  (2004)
- Unicaja Málaga  (2004-2005)
- Pallacanestro Biella  (2005-2006)
- PAOK Salónica BC  (2007)
- KK Bosna Sarajevo  (2007)
- Spartak Primorje  (2007-2008)
- Triumf Ljubercy  (2008-2009)
- Krasnye Krylya Samara  (2009-2011)
- BC Nizhni Nóvgorod  (2011-2012)
- Olimpia Milano (2012)
- Fenerbahçe Ülker  (2012)
- Olimpia Milano  (2012-2013)
- Gaziantep BŞB (2013-2014)
- PAOK Salónica BC (2014-2015)
- Torku Konyaspor B.K. (2015-2016)
- Al Mouttahed Tripoli (2016)
- CSP Limoges (2017-2018)

## Estadísticas de su carrera en la NBA

### Temporada regular
| Año     | Equipo       | PJ  | PT | MPP  | %TC  | %3P  | %TL  | RPP | APP | ROB | TPP | PPP |
| ------- | ------------ | --- | -- | ---- | ---- | ---- | ---- | --- | --- | --- | --- | --- |
| 2002-03 | Boston       | 64  | 41 | 23.5 | .369 | .353 | .766 | 2.3 | 2.6 | 0.6 | 0.0 | 8.3 |
| 2003-04 | Cleveland    | 31  | 2  | 13.0 | .285 | .288 | .650 | 1.1 | 1.3 | 0.6 | 0.1 | 3.5 |
| 2003-04 | Golden State | 5   | 0  | 8.0  | .190 | .000 | –    | 0.6 | 2.4 | 0.0 | 0.0 | 1.6 |
| Total   | Total        | 100 | 43 | 19.5 | .344 | .333 | .748 | 1.8 | 2.2 | 0.6 | 0.1 | 6.5 |

### Playoffs
| Año   | Equipo | PJ | PT | MPP  | %TC  | %3P  | %TL  | RPP | APP | ROB | TPP | PPP |
| ----- | ------ | -- | -- | ---- | ---- | ---- | ---- | --- | --- | --- | --- | --- |
| 2003  | Boston | 10 | 0  | 14.7 | .286 | .250 | .875 | 1.5 | 1.2 | 0.3 | 0.0 | 4.7 |
| total | total  | 10 | 0  | 14.7 | .286 | .250 | .875 | 1.5 | 1.2 | 0.3 | 0.0 | 4.7 |